# Pernilla Skifs
Anna Pernilla Skifs, född Hulting 20 januari 1965 i Kungälvs församling, Göteborgs och Bohus län, är en svensk koreograf och regissör. Hon arbetar dels med maken Björn Skifs föreställningar, dels med andra artister och grupper, ofta  i föreställningar med barn som målgrupp.
Skifs bor med sin man i Haninge kommun i Stockholm.

## Teater

### Regi (urval)
| År   | Produktion        | Upphovsmän                                  | Teater     |
| ---- | ----------------- | ------------------------------------------- | ---------- |
| 1992 | Madicken          | Astrid Lindgren                             | Göta Lejon |
| 1993 | Karlsson på taket | Astrid Lindgren                             | Göta Lejon |
| 1995 | Saltkråkan        | Astrid Lindgren                             | Göta Lejon |
| 2013 | Spök              | Björn Skifs , Bengt Palmers och Bo Carlgren | Cirkus     |